# Jack Daniel’s
Jack Daniel's Tennessee whiskey je nejprodávanější americkou whisky na světě a 18. nejprodávanějším destilátem vůbec.
Vyrábí ji destilérka Jack Daniel v Lynchburgu ve státě Tennessee, která je od roku 1956 vlastněna společností Brown-Forman.

## Historie
Jack Daniel vlastním jménem Jasper Newton Daniel se narodil v září roku 1850 v Lynchburgu ve státě Tennessee, jako nejmladší z 10 dětí. Přesné datum narození není známo, jelikož veškeré záznamy byly zničeny požárem.
V raném věku odešel Jack z domova a byl vychováván rodinným přítelem jménem Dan Call. Call byl luteránským pastorem, ale vlastnil také palírnu na whiskey hned za městem Lynchburg. Tady se mladý Jack naučil výrobě whisky. V září roku 1863, když mu bylo třináct let, rozhodl se pan Call zasvětit svůj život úřadu pastora a palírnu Jackovi prodal.
Po občanské válce v roce 1866 musely být všechny palírny registrované. Jack Daniel tu svojí zaregistroval jako první a to ve svých 16 letech. Tímto má lihovar v Lynchburgu statut nejstarší registrované palírny v USA a byl zařazen mezi národní památky. Město Lynchburg má zhruba 360 obyvatel a paradoxně je to jediné místo, kde bez přerušení od 1909 panuje prohibice, je zde přísně zakázán prodej alkoholu na veřejných místech – tento tzv. „suchý zákon“ neplatí pouze za branou lihovaru Jack Daniel's.[zdroj?]
Jack zemřel v roce 1911. Jeho smrti předcházela příhoda, kdy jednoho brzkého rána přišel do práce a snažil se otevřít svůj sejf. Nemohl si však vzpomenout na správnou kombinaci kódu, a tak do ocelového sejfu vztekle kopnul a zlomil si palec u levé nohy. Zprvu jen kulhal, ale později se v ráně usadila infekce, která vyústila v krevní otravu.
Protože se nikdy neoženil a neměl děti, odkázal palírnu svým synovcům Lemu Motlowovi a Dicku Danielu. Dick však po roce předal svůj podíl Lemovi.
Následně byla firma začleněna jako: „Jack Daniel Distillery, Lem Motlow, Prop, Inc.“; což znamenalo, že i nadále firma patřila panu Lemu Motlowovi
Za označením Old. No 7, které se objevuje na známé etiketě láhve Jack Daniel's Tennessee Whiskey, se skrývá celá řada příběhů, ovšem nikdo neví, který z nich je pravdivý. Někdo tvrdí, že 7 bylo Jackovo šťastné číslo, někdo že měl 7 milenek, nebo že se jedná o číslo vlaku, kterým převážel Jack Daniel's sudy. Existuje ještě několik dalších vysvětlení, ale všechny jsou spekulativní.
Pravdou je, že ten správný příběh stojící za číslem „7“ zůstává záhadou. Znal ho jenom Jack a ten ho nikomu neřekl.

## Výrobní proces

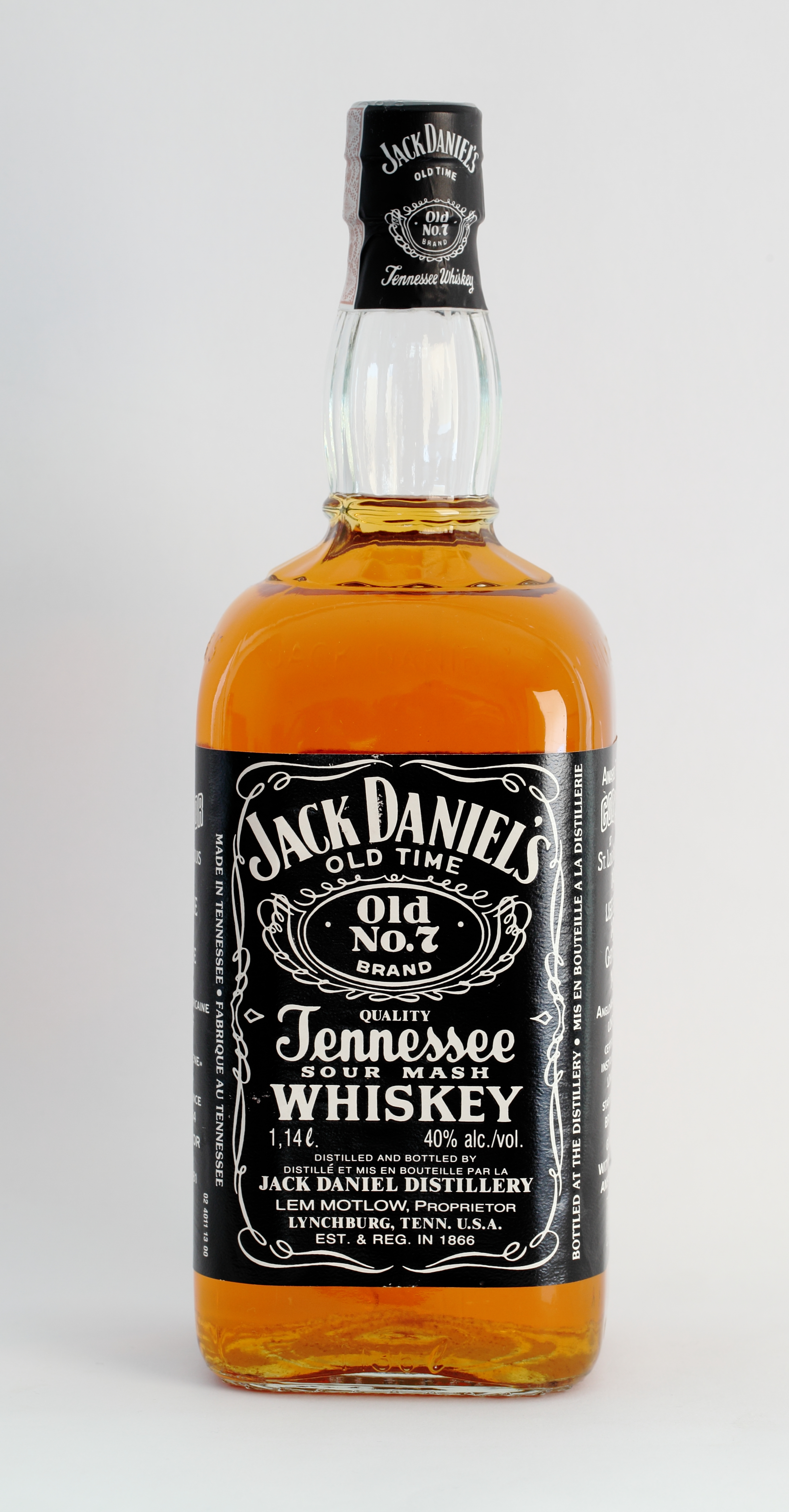
Lahev Jack Daniel’s Old No.7, 1,14 litru, 40 %, speciální edice pro Kanadu.

Jack Daniel’s Tennessee whiskey se vyrábí z kukuřice, ječmene, žita a velmi kvalitní pramenité vody, pocházející z vápencové jeskyně. Tato přírodně filtrovaná voda proudí po celý rok s průtokem 3028 litrů za minutu, při stálé teplotě 13,3 °C.
Tennessee whiskey, je americká whisky, která se po destilační fázi filtruje přes dřevěné uhlí, které si destilérka vyrábí sama. Proces filtrace se nazývá Lincoln Country Proces. Uhlí je vyráběno ze dřeva javoru cukrodárného a je navrstveno ve velkých válcích. Whisky „prokapává“ přes uhlí, což jí dodává dokonale jemnou kouřovou chuť ještě před tím, než dozraje v sudech. Díky tomu je Jack Daniel's Tennessee whiskey a nikoli bourbon.
Po procesu zjemnění dřevěným uhlím je whisky Jack Daniel's uložena do nových sudů z bílého amerického dubu. Jack Daniel`s je jediná významná destilérka, která si sudy vyrábí sama. Pro sudové příčky je vybíráno to nejlepší dřevo bílého dubu. Řemeslníci je ručně stlučou dohromady a opatrně ožehnou vnitřek sudu tak, aby přírodní cukry obsažené ve dřevě zkaramelizovaly. Právě z ožehnutého dubu získává whisky svou bohatou jantarovou barvu, jedinečnou chuť a chuťový dozvuk.
Naplněné sudy se pak ukládají do tzv. Barrel houses, kde Tennessee whiskey zraje. Ve vyšších patrech dochází k větším teplotním změnám, barva whisky je bohatší a má robustnější chuťový profil. V nižších patrech dochází k menším teplotním výkyvům, což dodává chuti lehčí a jemnější profil.
Whisky zraje v sudech 4-6 let. Věk však není nejdůležitějším faktorem pro kvalitu. Díky působení teplotních rozdílů v průběhu ročních období dochází při procesu dozrávání k opětovnému rozpínání a stahování sudu, což způsobuje hlubší vsakování whisky do dřeva sudu a její opakované uvolňování zpět. Po čtyřech až šesti letech zrání tekutiny v sudech nastává čas master destilera, který rozhoduje o tom, zdali whisky může opustit sud a vydat se na cestu ke konzumentům.
Přibližně 25% whisky se ze sudu během zrání odpaří, říká se tomu andělská daň.

### Master Destiller
Master Destiller dohlíží na celý proces výroby whisky od mletí až po plnění do lahví. Od roku 2008 je jím Jeff Arnett, který je v pořadí sedmým Master Destillerem v 160leté historii Jack Daniel‘s. Jeho předchůdce Jimmy Bedford zastával tuto pozici 20 let.

## Značky

### Jack Daniel's old No. 7
Nejznámější Tennessee Whiskey na světě, Jack Daniel's old No. 7, se vyznačuje sytou, středně medovinovou barvou s výrazným pomerančovým tónem. Svou jemnou chuť získává díky překapávání přes třímetrovou vrstvu uhlí javoru cukrodárného a následným přibližně čtyřletým zráním v dubových sudech.

### Gentleman Jack
Pro Gentleman Jack je typická velice jemná a přesto však výrazná chuť připomínající exkluzivní koňak.
Jack Daniel's destillery vyrábí tento produkt od roku 1988. Jako jediná na světě je tato whisky 2x překapávána přes dřevěné uhlí. První prokapání probíhá po destilaci před uložením do sudu a druhé po procesu staření, před plněním do lahví.

### Jack Daniel's Single Barrel
Jack Daniel's Single Barrel byl prvně představen v roce 1997. Sudy, ve kterých whisky zraje, jsou uloženy ve vyšších patrech tzv. Barrel Houses, kde je v létě vyšší teplota a v zimě naopak nižší. Sudy jsou tak vystaveny znatelnějším změnám teplot, probíhá tam vyšší míra zrání a to dodává whisky její výraznou, vyzrálejší chuť a jantarovou barvu. U Single Barrelu je výrobní proces stejný, ale doba zrání je přibližně o 2 – 3 roky delší.
Každá láhev je plněna pouze z jednoho sudu, tzn. každá várka obsahující přibližně 250 lahví je v podstatě originálem.
Whisky je stáčena ručně a každá láhev je popsána daty, ve kterém sudu zrála, kde byl sud umístěn, kdy byla naplněna do lahve.

### Jack Daniel's Tennessee Honey
Nejmladším členem Jackovy rodiny je Jack Daniel's Tennessee Honey – jemný likér, jehož základ tvoří Jack Daniel's old No. 7 a medový likér. Ten je vyráběn z pravého včelího medu z oblasti Tennessee a díky němu získal likér zlatavou barvou a sladkou jemnou chuť. Lahodná a plná chuť, jíž dále dominuje jemný nádech melasy, čokolády a pralinek, nejlépe vynikne, je-li Jack Daniel's Tennessee Honey podáván vychlazený na 18 stupňů (ostatní Jack Daniel's se podávají s ledem či namražené).

## Kulturní vliv
Jack Daniel's se stal ikonickou značkou na hudební scéně. O jeho propagaci se ve druhé polovině 40. let výrazně zasloužil americký zpěvák Frank Sinatra, který jej nazval „božským nektarem“. Později Jacka zpopularizovali zejména rockoví muzikanti jako Keith Richards, Jimmy Page, Slash a v neposlední řadě frontman kapely Motörhead Lemmy, jenž si dle svých slov dopřával po dobu zhruba třiceti let denně jednu láhev (nejraději s Coca-Colou).
Láhev Jack Daniel's je rovněž k vidění v nepřeberném množství filmů, včetně klasických snímků Osvícení (film), Zběsilost v srdci či Základní instinkt.